# Йоган ван дер Мей
Йоган ван дер Мей (нід. Johan van der Mey, повне ім'я — Йоган (Ян) Мельхіор ван дер Мей / нід. Johan (Jan) Melchior van der Mey; *19 серпня 1878, Дельфсгавен, Нідерланди — 6 червня 1949, Гелле, Нідерланди) — нідерландський архітектор, один із засновників архітектурного руху, відомого як «Амстердамська школа».

## З творчості
Від 1898 року Йоган ван дер Мей навчався в архітектора Едуарда Кейперса (небіж Пітера Кейперса), у майстерні якого працював з двома іншими основоположниками Амстердамської школи — Мішелем де Клерком і Пітом Крамером.
У 1906 році ван дер Мей здобув премію для перспективних молодих митців і був найнятий міською владою Амстердама як «радник з естетики». Цю посаду було запроваджено спеціально для здійснення злагодженої політики у галузі міської архітектури, адже роком раніше (1905) в Амстердамі вперше був прийнятий містобудівний кодекс. Саме перебуваючи на цій посаді Йоган ван дер Мей у 1912 році розробив дизайн фасаду Пальмової оранжереї в Амстердамському ботанічному саді (лат. Hortus Botanicus) Ортус Ботанікус).
У тому ж році ван дер Мей став основним архітектором великого кооперативного будинку, зведеного для 6 нідерландських судноплавних компаній «Схепвартгейс» («Будинок судноплавства», нід. Scheepvaarthuis). У проектуванні будівлі також брали участь його колеги де Клерк і Крамер, а також архітектор А.Д.М. ван Гендт (A.D.N. van Gendt), на якого була покладена інженерна сторона проекту, зокрема він займався розрахунками залізобетонних конструкцій будівлі.
Будинок судноплавства став вершиною у творчому доробку ван дер Мея. За проектами архітектора також були побудовані декілька мостів і житлових комплексів на півдні Амстердама і в районі площі Меркаторпляйн (нід. Mercatorplein). Крім того, ван дер Мей брав участь у проектуванні універсального магазину «Бейєнкорф» (нід. De Bijenkorf) у Гаазі (спільно з де Клерком і Крамером).

## Галерея робіт

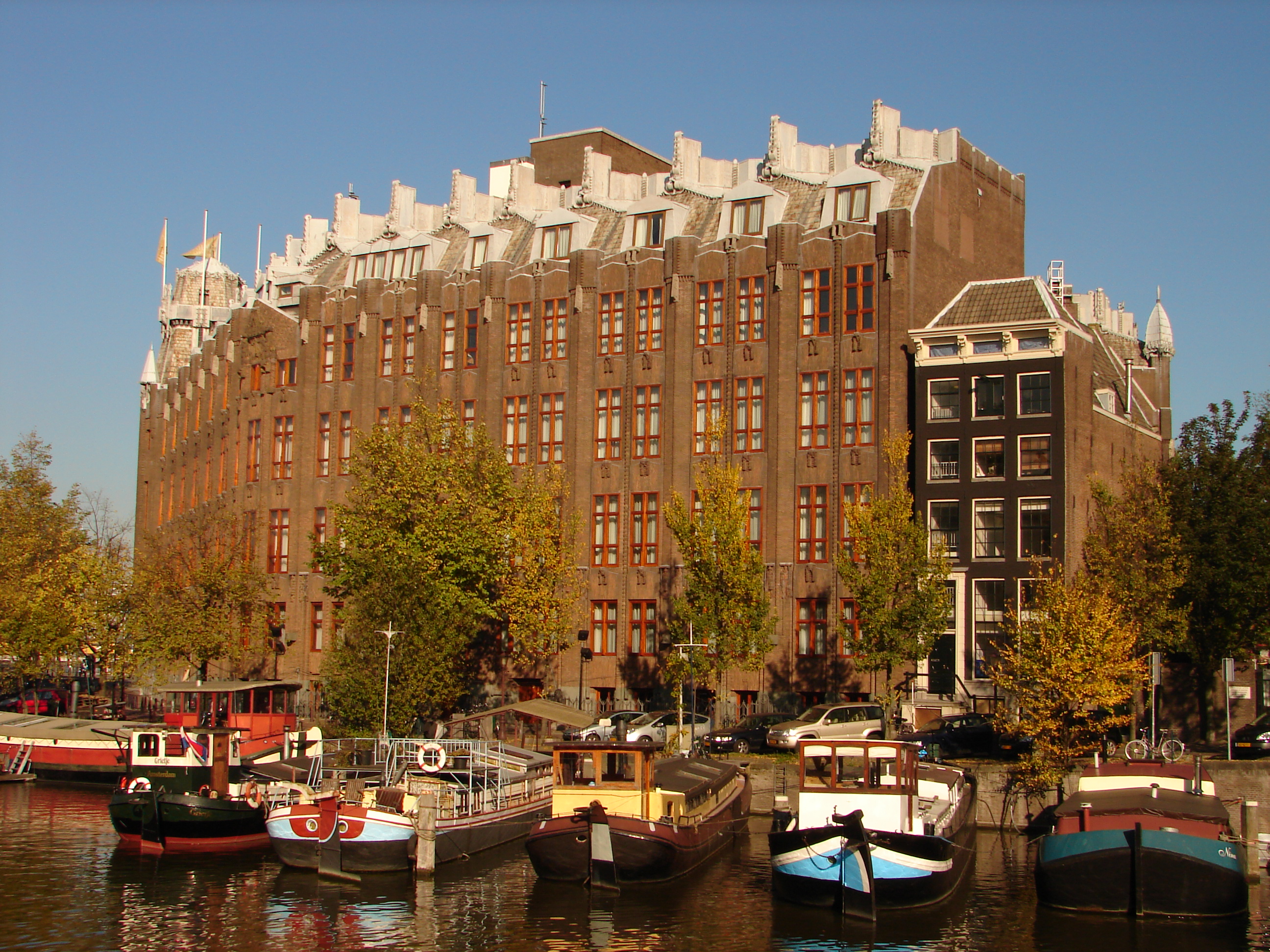
Будинок судноплавства, Амстердам
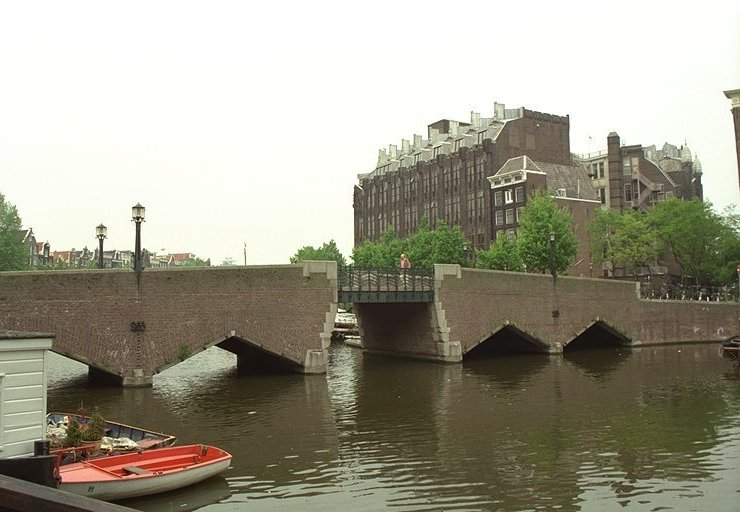
Міст №238 через канал Waalseilandsgracht, Buiten Bantammerstraat, Амстердам (ван дер Мей, 1913)
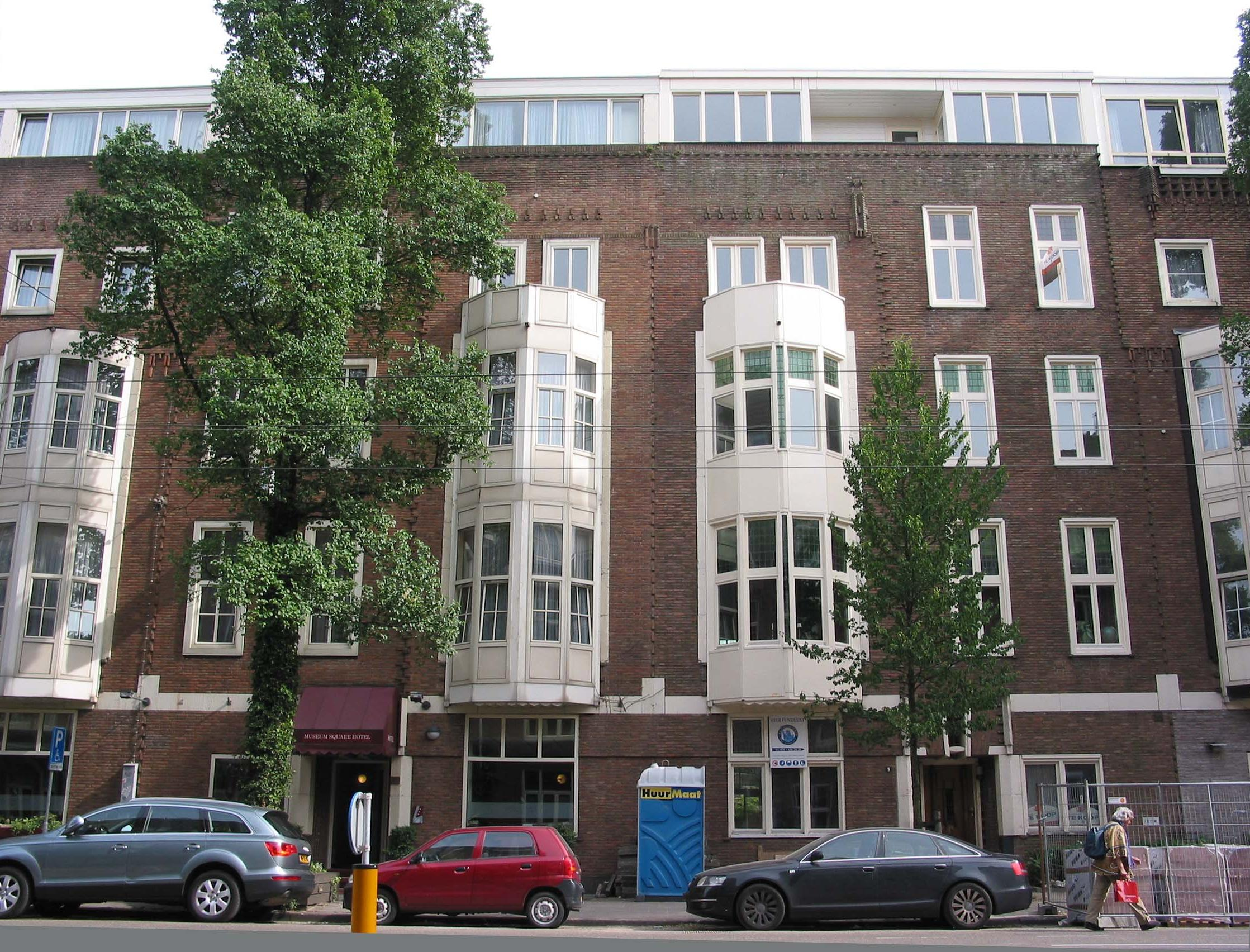
Будинок (у серії подібних) авторства ван дер Мея, Lairessestraat, Амстердам
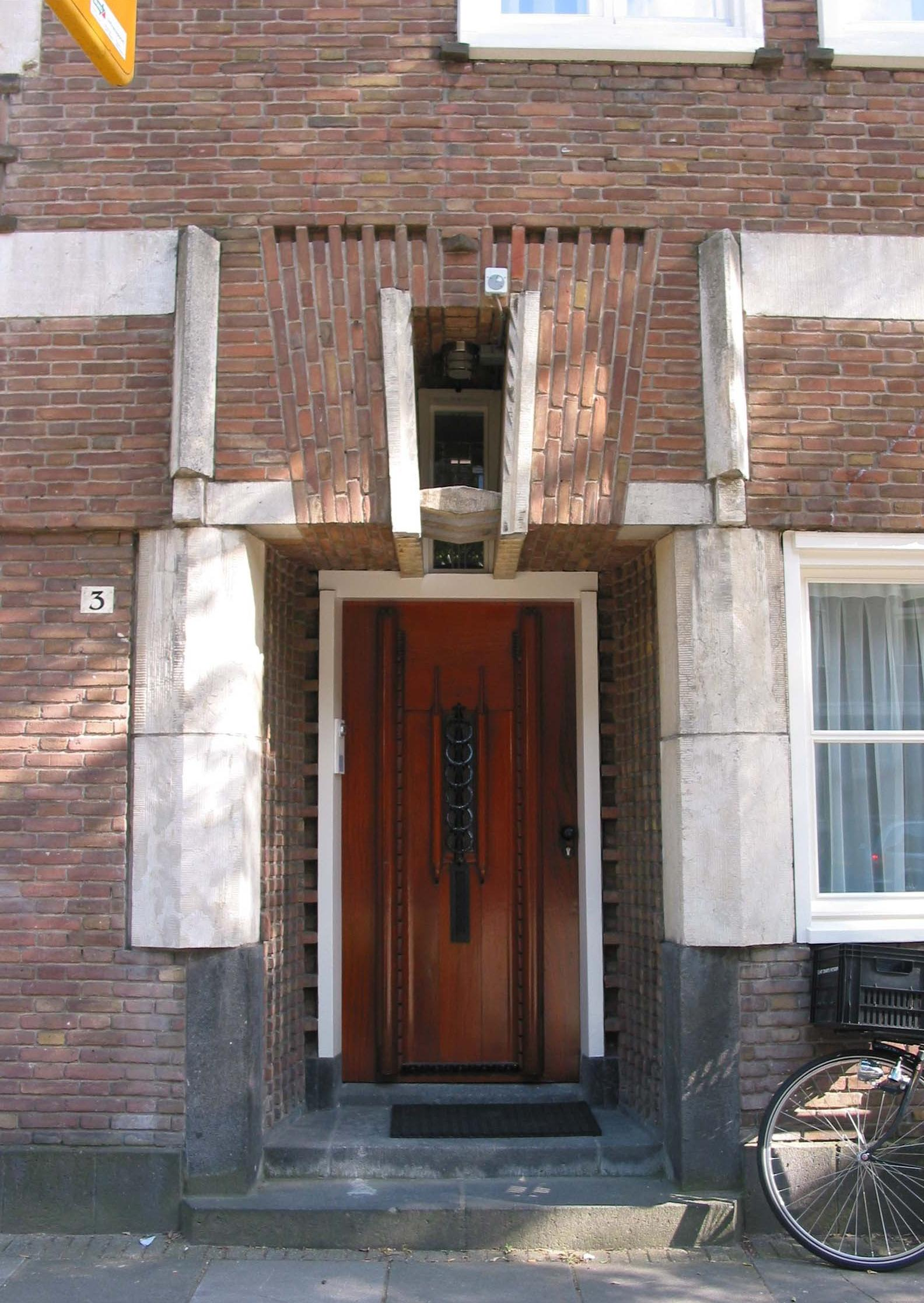
Фрагмент дизайну будинку по вул. Lairessestraat-3, Амстердам